# Emlékérem

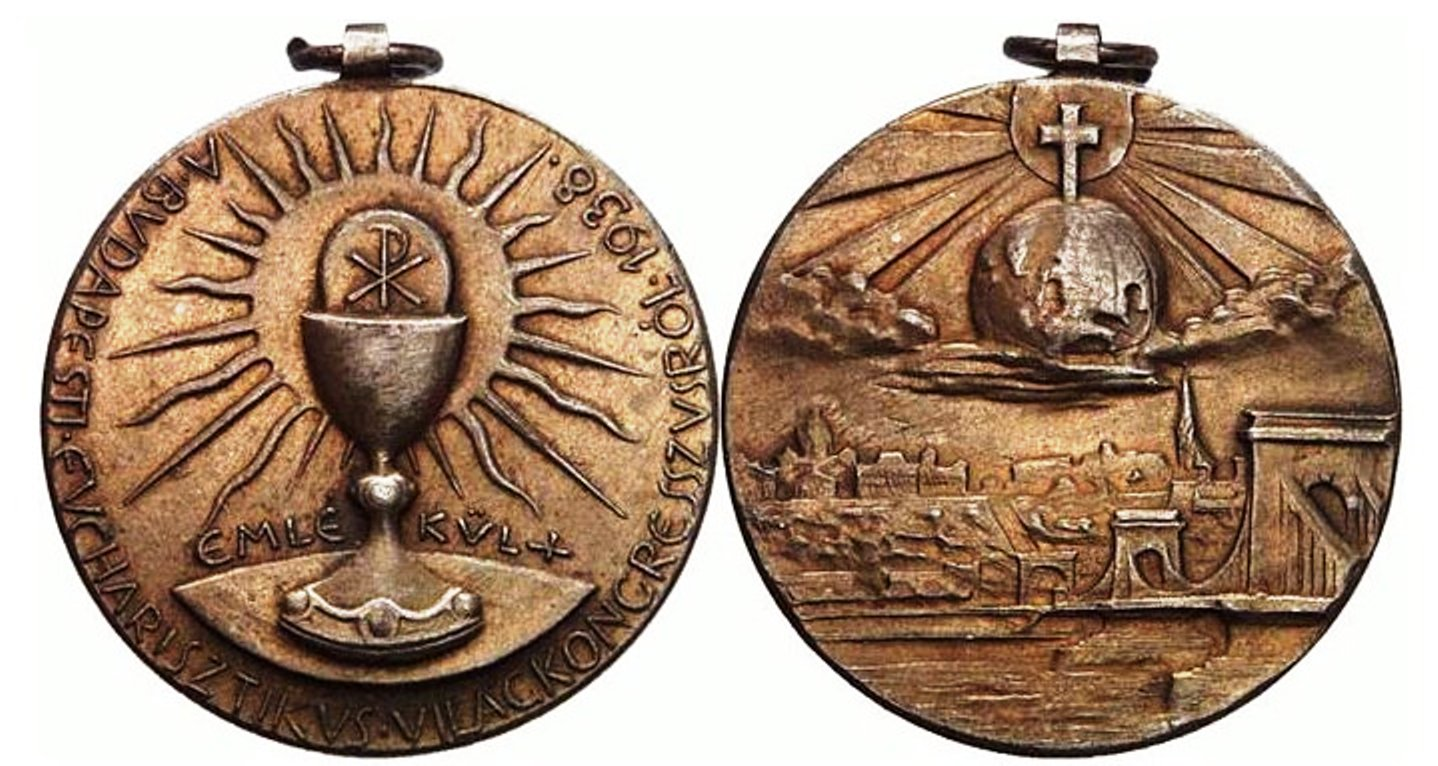
Eucharisztikus kongresszus emlékérem, 1938

Az emlékérem  nevezetes közéleti vagy magánszemély emlékét, ünnepélyes alkalmat vagy valamilyen nevezetes eseményt örökít meg érem alakjában. Az egyik oldalán legtöbbször az ünnepelt egyén domborművű arcképe látható, hátlapján pedig a vele kapcsolatos alak, jelenet, vagy más ábrázolás van. Ehhez még magyarázó feliratok járulhatnak.

## Az emlékérem és az emlékérme
Az emlékérem nem tévesztendő össze az emlékérme fogalmával! Az emlékérem pénzutánzatnak
minősülhet.  Ezzel szemben az emlékérme (a forgalmi érmékhez hasonlóan) a címletoldalon feltüntetett összeg erejéig törvényes fizetőeszköz lehet.

## Törtánete
Az emlékérem az ókorban a görög és római éremművészet kedvelt műfaja volt. 
Pisanello (Vittore Pisano)  alkotta meg az első igazi emlékérmet a 15. század első felében. Az ő nyomán jeles mesterek foglalkoztak ezzel a művészettel: Matteo de Pásti, Sperandio és mások. A 16. században az emlékérem művészete mindenütt elterjedt. Franciaországban a 19. század második felében ér el újabb virágzását: F. J. Ponscarme, L.O. Roty, J.C. Chaplain, A. Charpentier révén. Az első világháború előtt München volt egy időre az emlékérem művészetének központja.

## Magyarországon
Beck Ö. Fülöp munkássága adott a magyar emlékérem művészetének hatalmas lendületet és sokak által követett új stílust. Rajta kívül főképp Telcs Ede, Berán Lajos, Reményi József, Murányi Gyula, Fémes-Beck Vilmos,  Ferenczy Béni és Pátzay Pál művészete révén a magyar emlékérem előkelő helyet foglalt el Európában.

## Fajtái
Megkülönböztetünk öntött és vert érmet.

## Anyaga
Anyaga a legtöbbször bronz, ezüst, néha arany. 

## Forrás
- Művészeti Lexikon 1. A-K (Budapest, 1935) 284. old.
- Művészeti lexikon 1. kötet (Budapest, 1965) 621-622. old.